# 哈巴罗夫斯克边疆区区旗
哈巴罗夫斯克边疆区区旗（俄语：Флаг Хабаровского края），是俄罗斯哈巴罗夫斯克边疆区使用之旗帜，长宽比例为2:3，由S. N. Loginov设计，于1994年7月14日启用。区旗的左侧为一个绿色等腰三角形，右侧是两个相同的梯形，上白下蓝，旗帜样式与捷克国旗类似。

## 象征意义

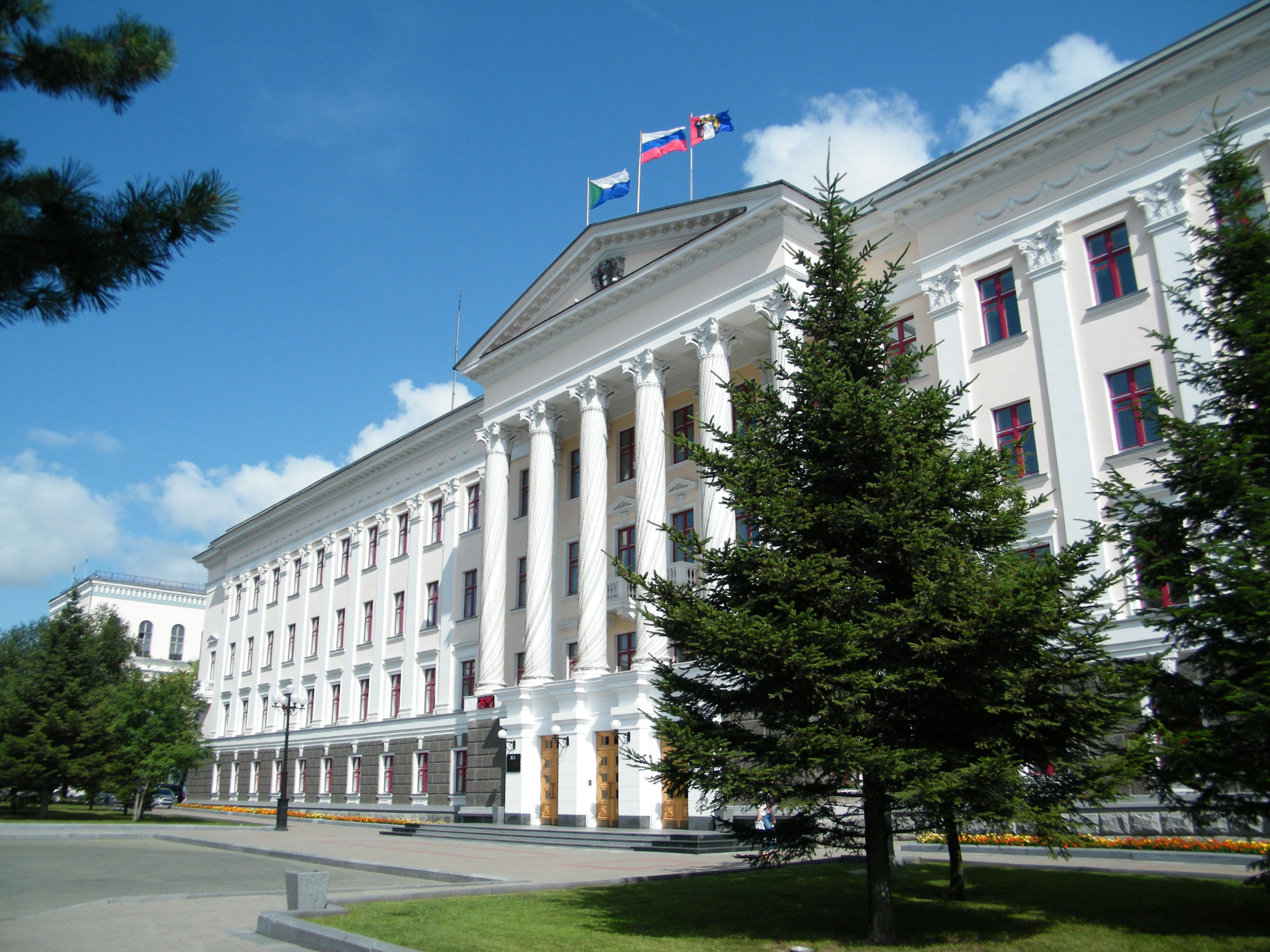
哈巴罗夫斯克市政府楼顶悬挂三面旗帜：俄罗斯国旗、哈巴罗夫斯克边疆区区旗、哈巴罗夫斯克市旗

白色象征哈巴罗夫斯克人民纯洁、善良、谦逊，以及一边无际的天空和纯洁的思想；蓝色象征哈巴罗夫斯克美丽、柔和、伟大，也代表哈巴罗夫斯克拥有浩瀚的水资源；绿色象征哈巴罗夫斯克的希望、欢乐、丰富，也代表当地独特的动植物。